# Bertold VII. Andechs-Meranski
Bertold VII. Andechs-Meranski (Bamberg, o. 1182. – Akvileja, 23. ožujka 1251.), njemački velikaš, istarski markgrof.
Sin Bertolda VI., jednog od najutjecajnijih njemačkih velikaša. Godine 1206. postavljen je za kaločkog nadbiskupa, u razdoblju 1209. – 1211. bio je hrvatski ban, a potom erdeljski vojvoda (1212.) i bačko-bodroški župan.[Poveznica vodi na mnogo noviji entitet] Od 1218. obnaša dužnost akvilejskog patrijarha.